# Rupite, Blagoevgrad
Rupite (în bulgară Рупите) este un sat în Obștina Petrici, Regiunea Blagoevgrad, Bulgaria. Localizat la o distanță de 10–12 km nord de Petrici, pe valea râului Struma, Rupite este cunoscut ca și satul în care s-a născut și este îngropată Baba Vanga, o presupusă clarvăzătoare bulgară. Alte atracții turistice sunt și dealul Kojuh (în traducere haină de blană; Cf. cuvântul românesc „cojoc”.) - rest al unui vulcan stins și izvoarele termale din apropiere.

## Istorie
Pe locul actualului sat bulgăresc Rupite, din Obștina Petrici, a fost descoperit vechiul oraș grecesc, Heraclea Sintică (în latină Heraclea Sintica)

## Demografie
Componența etnică a satului Rupite
     Bulgari (98,16%)
     Nicio identificare (1,83%)
     Altele (0%)
La recensământul din 2011, populația satului Rupite era de 1.037 locuitori. Din punct de vedere etnic, majoritatea locuitorilor (98,16%) erau bulgari. Pentru 1,83% din locuitori nu este cunoscută apartenența etnică.